# لويد هنتر
لويد هنتر (بالإنجليزية: Lloyd Hunter)‏ هو بواق أمريكي، ولد في 4 مايو 1910، وتوفي في 1961.

## وصلات خارجية
- لويد هنتر على موقع ميوزك برينز (الإنجليزية)